# Chapelle de Finsbury
La chapelle de Finsbury est une ancienne église de Londres, dont le culte était celui des Presbytériens écossais. Ouverte en 1826, elle est un pendant de la chapelle d'Albion. Le bâtiment avait coûté  10 000 £.

## Sources
- (de) Cet article est partiellement ou en totalité issu de l’article de Wikipédia en allemand intitulé « Finsbury Chapel » (voir la liste des auteurs).